# Prolattinemia
Per prolattinemia si vuole intendere la concentrazione della prolattina nel sangue.
I livelli normali per le donne sono inferiori a 500 mIU / L [23,5 ng / mL o μg / L]  e per gli uomini sono inferiori a 450 mI U / L [21,5 ng / mL o μg / L] .

## Cause Iperprolattinemia
Un'iperprolattinemia, cioè un aumento dell'ormone oltre i valori indicati, si ha in caso di:
| Cause di iperprolattinemia              | |
| --------------------------------------- | --- |
| Ipersecrezione fisiologica              | - Gravidanza - lattazione - Stimolazione della parete toracica - Dormire - Stress |
| Danno al peduncolo ipotalamo-ipofisario | - Tumori - craniofaringioma - Massa ipofisaria sovrasellare - Meningioma - Disgerminoma - Metastasi - Sindrome della Sella vuota - Ipofisite linfocitaria - Adenoma con compressione del gambo - Granulomi - Cisti di Rathke - Irradiazione - Trauma - Sezione del peduncolo ipofisario - Chirurgia Soprasellare |
| Ipersecrezione ipofisaria               | - Prolattinoma - Acromegalia - Sindrome di Laron |
| Disturbi sistemici                      | - Insufficienza renale cronica - Ipotiroidismo - Cirrosi - Gravidanza isterica - Crisi epilettiche |
| Ipersecrezione indotta da farmaci       | - Bloccanti del recettore della dopamina - Antipsicotici atipici: risperidone - Fenotiazine: clorpromazina, perfenazina - Butirrofenoni: aloperidolo - Tioxanteni - Metoclopramide - Inibitori della sintesi di dopamina - α-Methyldopa - Depletori della catecolamina - Reserpina - oppiacei - Antagonisti H2 - Cimetidina, ranitidina - Antidepressivi triciclici - Amitriptilina, amoxapina - Inibitori selettivi del reuptake della serotonina - Fluoxetina - Calcio-antagonisti - Verapamil - Ormoni - Estrogeni - TRH |

## Cause Ipoprolattinemia
Un'ipoprolattinemia si ha in caso di
- sindrome di Sheehan
- uso di levodopa, bromocriptina, inibitori delle MAO.